# Jef Martens (kunstenaar)

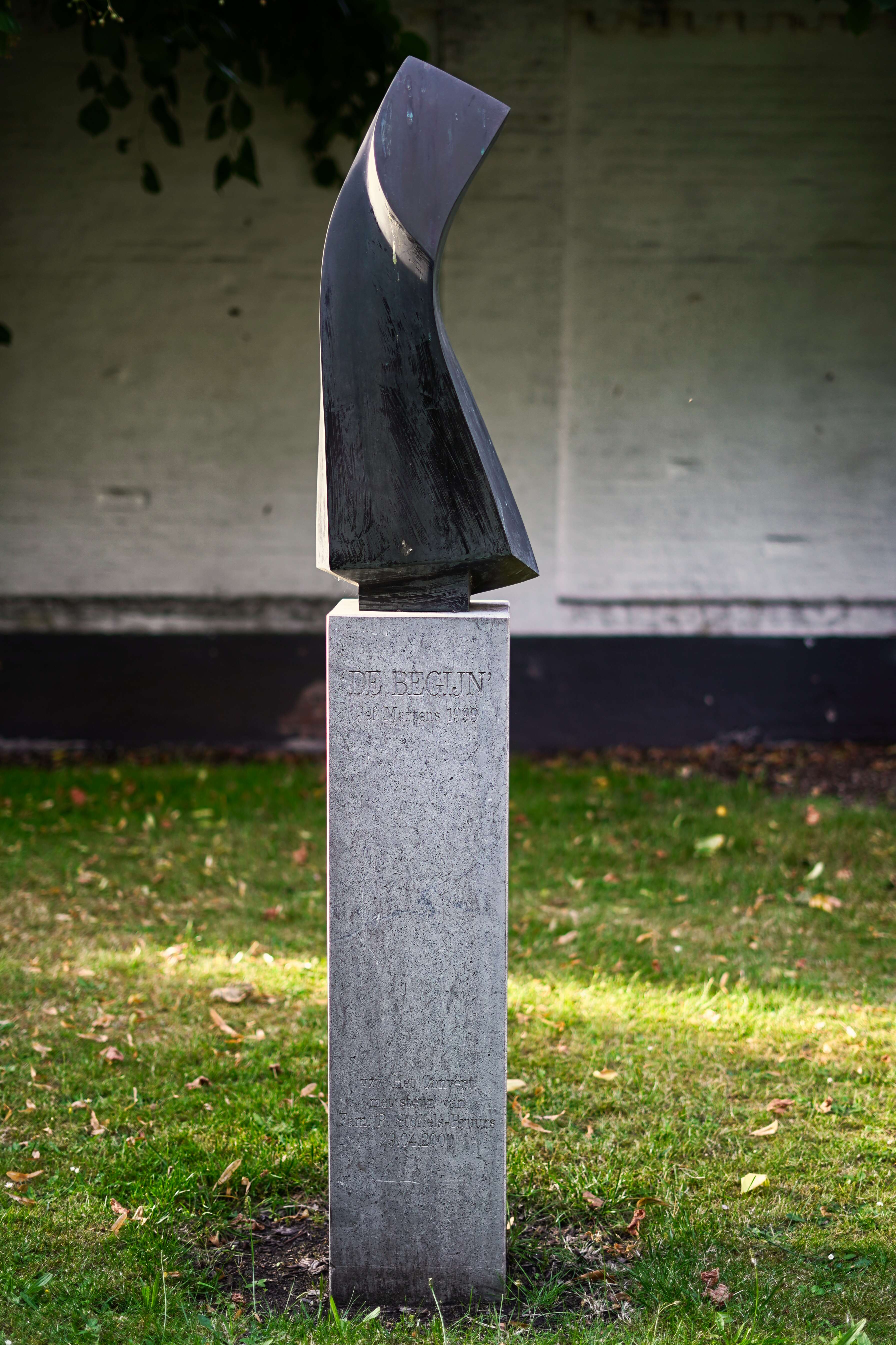
'De Begijn" op het begijnhof van Hoogstraten

Jef Martens (Hoogstraten, 18 juni 1952) is een Belgisch beeldhouwer. Hij was zanger van de groep Spilzakken en tot zijn pensionering directeur van de kunstacademie in Hoogstraten IKO.

## De acht van Martens
Samen met zijn twee broers en vijf zussen vormde hij in de jaren zestig het familiekoor de acht van Martens. In die samenstelling traden ze geregeld op, ook op de toenmalige BRT. In 1966 brachten ze de plaat 'Kerstvreugde met de 8 van Martens' uit. 

## Spilzakken
De Spilzakken was de naam van een Hoogstraatse groep straatmuzikanten die in de jaren zeventig en tachtig met de jaarlijkse kermis speelden. De groep bestond uit vijf muzikanten: Gui Martens, Charel Huet, Jan Croes, Jef Martens en Sjarel Hofkens. Hun nummers verwierven de status van Hoogstraats muzikaal erfgoed. 

## Beeldhouwer
Jef Martens behaalde in 1974 het diploma 'Meester in de Beeldhouwkunst' aan het Sint-Lucasinstituut te Brussel. Bekende werken zijn: 'De Begijn' in het begijnhof, 'De Tuinders' en 'Jozef Lauwerys' staan aan de kerk van Hoogstraten.

### Jozef Lauwerys (1997)
De eerwaarde deken Jozef Lauwerys werd geboren in Olen in 1896 en overleed in Turnhout in 1982. Hij kreeg de opdracht om na de Tweede Wereldoorlog de Sint-Katharinakerk te herbouwen. Die was op 23 oktober 1944 vernield door de Duitsers. Het project kwam mede tot stand met giften vanuit de bevolking. Het bronzen beeld kreeg zijn plaats voor het ouderlijk huis van de beeldhouwer, Jef Martens.

### De Begijn (1999)

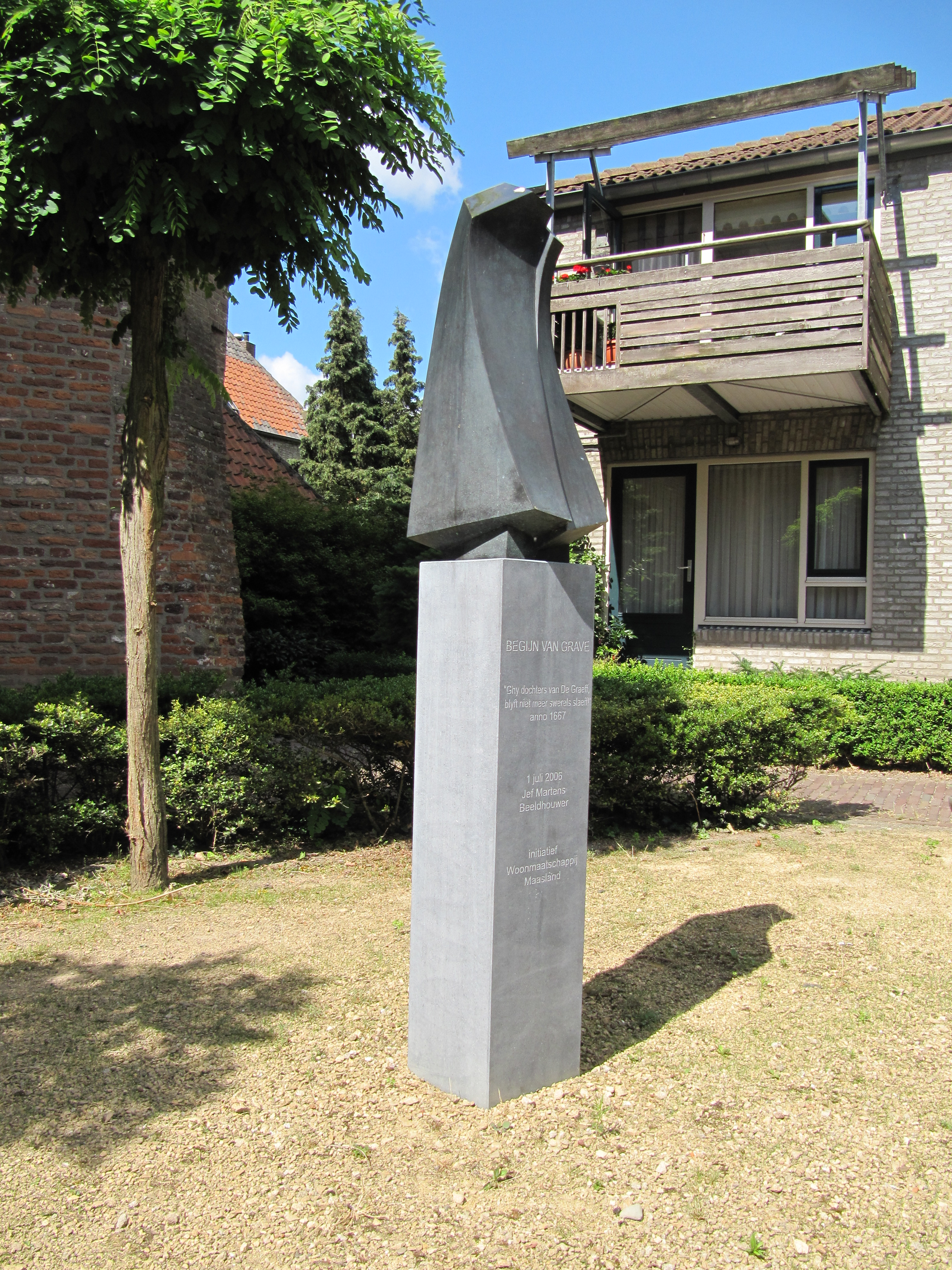
Begijn van Grave

Opvallend gestileerd beeldje van een begijn dat afhankelijk van de stand van de toeschouwer het begijnhof in- of uitloopt. Dit beeld werd gemaakt om het einde van de restauratie van het begijnhof in 1999 te vieren. In Grave (Noord-Brabant) staat een soortgelijk beeldje uit 2006.

### De Tuinders (2008)
Dit beeld is een eerbetoon aan de plaatselijke tuinders die de streek rond Hoogstraten mee vorm gegeven hebben. Het kunstwerk was een geschenk van de Veiling van Hoogstraten aan de stad en zijn inwoners. Het beeld is abstract van vorm en stelt een man en vrouw voor die licht gekromd staan om te duiden op het harde werk van deze beroepsgroep.

## Redder van het begijnhof
Jef Martens staat bekend als redder van het begijnhof van Hoogstraten. In juni 1989 besliste het stadsbestuur van Hoogstraten over een nieuwbouwproject op het sterk verwaarloosde begijnhof. Dit feit lokte fel protest uit bij een groep burgers, waaronder Jef Martens, Luc De Backker en Frans Horsten. In 1992 werd vzw Het Convent met Jef Martens als stichtend voorzitter, opgericht met als doel het begijnhof in stand te houden en te bewaren. Samen met 34 stadsgenoten gestaureerden het zwaar verwaarloosde en vervallen begijnhof. Vzw Het Convent beheert het hof in erfpacht voor 99 jaar. Het begijnhof werd in 1998 samen met 12 andere Vlaamse begijnhoven opgenomen op de Werelderfgoedlijst van UNESCO.

## Handen af van Wortel-Kolonie
In 1993 werd de wet op de beteugeling der landloperij afgeschaft. Dit betekende voor alle koloniën het officiële einde. Vzw Het Convent sprong meteen in de bres en ondernam concrete actie beide kolonies Wortel- en Merksplas te vrijwaren van verkoop. Hun campagne kwam tot een hoogtepunt op 9 september 1995 met de 'Mars op Wortel-Kolonie'. Door deze breed gedragen actie was er voldoende draagvlak om tot bescherming over te gaan. En met succes! Vandaag zijn zowel de begijnhoven in Vlaanderen als Wortel-Kolonie (2021) Unesco Werelderfgoed. 

## Master of ceremonies
In de maanden augustus en september van het jaar 2023 vervulde Jef Martens de rol van ceremoniemeester in de musicalvoorstelling getiteld 'Het groot circus van het klein verdriet', geproduceerd door de v.z.w. LA:CH en PerPodium. De artistieke leiding van dit spektakel lag in handen van regisseur Jos Dom. Jos koos wegens de droefheid en de depressiviteit van het materiaal voor de vrolijkheid van het circus als tegengewicht. De acts werden opgebouwd rond de Zeven werken van barmhartigheid.
De aanhoudende impact van de coronapandemie leidde tot een vertraging van een jaar in de voorbereidingen voor deze musical, die oorspronkelijk bedoeld was ter herdenking van 200 jaar Wortel-Kolonie (ontstaan in 1822). Desondanks trok de voorstelling een publiek van ruim 8000 toeschouwers, waarbij meer dan 250 acteurs deelnamen aan dit grootschalige evenement. Jef Martens vertolkte de hoofdrol van circusdirecteur en combineerde zang en toneelspel met uitzonderlijke vaardigheid.
- MusicBrainz: 9d3ef864-bfa1-432e-b209-9a08b0d79e75